# Vuggevise
En Vuggevise (eller Berceuse) er en sang, en vise eller et stykke musik, der er spillet, nynnet eller sunget for at få børn til at falde i søvn. Sandsynligvis har de første vuggeviser været både digtet og komponeret af moderen 
Oprindelse og alder på disse viser er ret usikre, men har antageligvist været brugt i flere århundreder.
- Wikimedia Commons har flere filer relateret til Vuggevise